# Kubasnabelslidmus
Kubasnabelslidmus (Solenodon cubanus, ordagrant fårad tand från Kuba) är en till Kuba endemisk snabelslidmus liknande Solenodon paradoxus som lever på Hispaniola. Djuret är ungefär 30 centimeter långt, plus en nästan lika lång svans samt en mycket lång nos täckt med borst. Man har funnit arkeologiska fynd i fossila lämningar tydande på att arten fanns över hela Nordamerika för 30 miljoner år sedan. De utrotades sannolikt på alla ställen förutom på Kuba. Under 1900-talets början trodde man att arten var utdöd, och än i dag är dess tillstånd mycket osäkert. Det finns inget exemplar i fångenskap och även i naturen har det endast hittats 37 individer hittills.
Arten är speciell bland däggdjuren då dess saliv är giftigt. Underlättande när den skall sprida giftet är dess fårade tänder. Giftet sitter i körtlar vid tändernas rötter. Giftet är starkt nog att döda andra av samma art i strid. Musen har även körtlar i armhålorna avgivande lukter påminnande om getter, som avges tillsammans med grymtningar vid irritation.
Den benämns också som Kubas snabelslidmus.